# Língua kawi
Kawi (do Sânscrito: kavi, "poeta") é uma lingua de prosa e também literária das ilhas de Java, Bali e Lombok, cuja base é o Javanês antigo, e que apresenta muitas palavras do vocabulário Sânscrito. É também ancestral da atual língua javanesa. Seu nome deriva do raiz  ku (em Sânscrito “poeta”) e das das formas derivadas para  “sábio, homem culto”. A métrica silábica da poesia do Kawi é chamada  sekar kawi (flores da linguagem), que também deriva da língua Sânscrito "sekhara" (guirlanda). Todas as línguas javanesas são estratificadas  de forma hieráriquica, com rígidas convenções sociais para uso de certos aspectos lingüísticos ao se falar com alguém de classe, nível cultural ou cargo superior.A língua Kawi é normalmente considerada como uma língua de alta estirpe.

## Escrita
Kawi tem seu próprio e particular sistema de escrita, a chamada escrita kawi ou Hanacaraka, mas o termo mais correto é  "Dentawiyanjana".  Trata-se de um abugida que tem 20 letras, 10 dígitos para numeração, além de algumas vogais e modificadores de consoantes. A escrita da ilha de Bali apresenta uma forma própria, muito influenciada pela escrita de Java e tem uma sub-forma chamada escrita balinesa. O príncipe Aji Caka (migrante da Índia) é considerado como o criador do primeiro reino de Java, o chamado Java Dvipa (Swarna Dvipa), e também teria introduzido a língua Kawi e as vinte letras do hanacaraka. A língua javanesa é também alternativamente creditada a Aji Saka, legendário herói do Reino Medang Kamulan. As mais antigas inscrições em Kawi foram encontrada em Magelang, Java Oriental, Indonésia.

## Uso
Kawi não está completamente extinta como língua falada. É comumente usada nas apresentações artísticas wayang nas formas golek, wong e kulit, bem como nos casamento nas Bodas Javanesas, principalmente em rituais estilizados do encontro da noiva com os pais do noivo em Peningsetan e Panggih. É usada também por certas famílias nobres  de pensamentos mais arcaicos e profundamente ligados à tradições em cerimônias de Bodas Javanesas (Midodareni, Siraman, Sungkeman).
A ilha  Lombok adotou  Kawi como sua língua regional, refletindo a grande influência da vizinha região de Java Oriental. Hoje é ensinada em escolas primárias como parte de curriculum nacional de línguas secundárias. Tradicionalmente, Kawi é escrita em folhas de palmeiras preparadas como lontara.  Ocasionalmente o Kawi pode ser usado como um língua arcaica para prosa e literatura, como ocorre no ocidente com a língua inglesa usada à moda de Shakespeare (a qual é considerada mais culta e mais estética pelo uso das palavras thy, thee, hast dentre outras).

## Literatura
Há importantes obras literárias escrita em Kawi, sendo um dos mais importantes o poema épico de Empu Tantular "Kakawin Sutasoma", do qual veio o lema Nacional da Indonésia: "Bhinneka Tunggal Ika". A tradução usual "Unidade na Diversidade" é discutível, sendo que seria mais correto dizer-se “embora dispersos, permanecem unidos” no sentido geográfico, se referindo as muitas ilhas da nação arquipélago, não uma referência à união de muitas culturas que se valoriza mais hoje.
Um trabalho mais moderno é o poema "Susila Budhi Dharma" de Muhammad Subuh Sumohadiwidjojo, o fundador de Subud.  Nesse trabalho, ele apresenta um panorama para que se entenda a experiência da prática psicológica espiritual “Latihan kejiwaan” da Indonésia.

### Obras
Famosos poemas, épicos e outras obras literárias em Kawi:
- Kakawin Tertua Jawa, ano 856
- Kakawin Ramayana ~ ano 870
- Kakawin Arjunawiwaha, mpu Kanwa, ~ ano 1030
- Kakawin Kresnayana
- Kakawin Sumanasantaka
- Kakawin Smaradhana
- Kakawin Bhomakawya
- Kakawin Bharatayuddha, mpu Sedah dan mpu Panuluh, ano 1157
- Kakawin Hariwangsa
- Kakawin Gatotkacasraya
- Kakawin Wrettasañcaya
- Kakawin Wrettayana
- Kakawin Brahmandapurana
- Kakawin Kunjarakarna, mpu "Dusun"
- Kakawin Nagarakretagama, mpu Prapanca, ano 1365
- Kakawin Arjunawijaya, mpu Tantular
- Kakawin Sutasoma, mpu Tantular
- Kakawin Siwaratrikalpa, Kakawin Lubdhaka
- Kakawin Parthayajna
- Kakawin Nitisastra
- Kakawin Nirarthaprakreta
- Kakawin Dharmasunya
- Kakawin Harisraya
- Kakawin Banawa Sekar Tanakung

### Escritores
Listagem de famosos escritores de Kawi:
- Candakarana
- Sang Hyang Kamahayanikan
- Brahmandapurana
- Agastyaparwa
- Uttarakanda
- Adiparwa
- Sabhaparwa
- Wirataparwa,ano 996
- Udyogaparwa
- Bhismaparwa
- Asramawasanaparwa
- Mosalaparwa
- Prasthanikaparwa
- Swargarohanaparwa
- Kunjarakarna

## Estudiosos
O primeiro estudioso de linguística a tratar o Kawi de uma forma acadêmica foi  Humboldt, que a considerou como a língua mãe de todas as línguas malaio-polinésias. Além disso ele criticou o conceito errôneo da língua Aki ser totalmente influenciada pelo Sânscrito, pois o Kawi não usa inflexões verbais, assim diferindo do sistema bastante inflexionado do Sânscrito. Na língua Kawi,o significado da sentença pode ser percebido através da ordem das palavras e do contexto. Em complementação percebeu que Kawi apresenta Tempos Gramaticais distintos como Presente, Passado, Futuro e ainda Modos Indicativo e Subjuntivo
Outros especialistas, como o neerlandês expatriadobna Indonésia Prof. Dr. Petrus Josephus Zoetmulder S.J.,que teve uma significativa contribuição com textos originais estudados de forma séria e dedicada junto com seu discípulo e associado Padre e Dr. Ignatius Kuntara Wiryamartan. Outros notáveis estudiosos indonésios da língua foram Poedjawijatna, Sumarti Suprayitna, Poerbatjaraka e Tardjan Hadiwidjaja.